# Mosla
Mosla  é um gênero botânico da família Lamiaceae

## Espécies
Apresenta 36 espécies:
- Mosla angustifolia
- Mosla argyi
- Mosla bracteata
- Mosla cavaleriei
- Mosla chinensis
- Mosla coreana
- Mosla dianthera
- Mosla exfoliata
- Mosla fordii
- Mosla formosana
- Mosla grosseserrata
- Mosla hadai
- Mosla hangchouensis
- Mosla hirta
- Mosla japonica
- Mosla lanceolata
- Mosla leucantha
- Mosla longibracteata
- Mosla longispica
- Mosla lysimachiiflora
- Mosla nakaii
- Mosla ocymoides
- Mosla orthodon
- Mosla pauciflora
- Mosla perforata
- Mosla punctata
- Mosla punctulata
- Mosla remotiflora
- Mosla scabra
- Mosla scabrum
- Mosla soochouensis
- Mosla tamdaoensis
- Mosla taquetii
- Mosla tashiroi
- Mosla thymolifera
- Mosla virgata

## Nome e referências
Mosla (Benth.) Buch.-Ham. ex Maxim., 1875